# 北海道立図書館

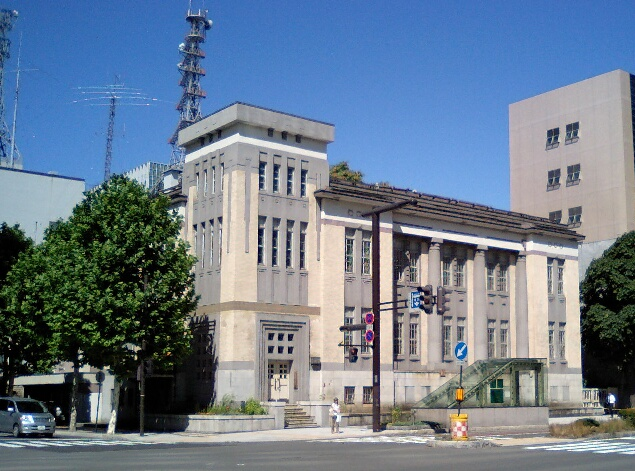
旧北海道庁立図書館（2006年撮影）

北海道立図書館（ほっかいどうりつとしょかん）は、北海道江別市文京台東町41番地にある公立図書館。

## 概要
1926年（大正15年）11月25日に札幌市中央区北1条西5丁目で庁立図書館として開館。1967年（昭和42年）4月1日に現在地へ移転し、都道府県庁所在地に所在していない都道府県立図書館となった。

## 館内
1階
- エントランスホール
- えほんコーナー
- 事務室
- 図書館学資料室

2階
- 多目的室（中2階）
- 一般資料閲覧室
- 子どもの本コーナー
- 視聴覚室
- 個人閲覧室
- グループワーク室
- 文庫・新書コーナー
- 開架書庫
- 北海道立文書館渡り廊下

北海道立文書館2階
- 北方資料室・カウンター

## 沿革
- 1920年（大正9年）12月 - 通常道会で庁立図書館設置建議案を可決[3][4]
- 1922年（大正11年）12月 -  摂政宮行啓記念事業として庁立図書館設置を通常道会で可決[4]
- 1923年（大正13年）3月29日 - 文部大臣より設置認可定[5][1][※ 1]。
- 1924年（大正14年）7月18日 - 庁立図書館着工定[6][1]。
- 1926年（大正15年）12月1日 -「行啓記念北海道庁立図書館」開館[※ 2][7][1][4]
- 1929年（昭和4年）6月1日 - 館外貸出し開始[1]
- 1951年（昭和26年）4月 - 北海道図書館条例と北海道図書館協議会条例を可決を交付、「北海道図書館」に改称[4]。
- 1952年（昭和27年）8月13日 - 移動図書館巡回開始[1]
- 1953年（昭和28年）11月1日 - 名寄分館を設置[1]
- 1954年（昭和29年）8月18日 - 八雲分館を設置[1]
- 1956年（昭和31年）11月10日 - 標茶分館を設置[1]
- 1960年（昭和35年）6月9日 - 複写業務開始[4]
- 1963年（昭和38年）3月・1965年（昭和40年）1月 - 栗田ブックセンターからの寄贈受け入れ[4]。
- 1964年（昭和39年）
  - 4月1日 - 「北海道立図書館」に改称[4]。
  - 11月12日 -　江別市西野幌への移転を決定[1][2]。
- 1965年（昭和40年）9月20日 - 江別市の新図書館を着工[1]。
- 1967年（昭和42年）
  - 2月1日 - 新図書館竣工[2]。敷地面積66,883平米、鉄筋コンクリート地下一階地上3階建て定[1]。
  - 4月1日 - 現在地に移転[4]
- 1971年（昭和46年）4月1日 - 移動図書館地区協力センター方式開始[1][2]
- 1975年（昭和50年）11月17-19日 - 栗田出版販売からの戦後雑誌30万冊寄贈受け入れ[2]。
- 1978年（昭和53年）4月 - 栗田雑誌閲覧開始
- 1982年（昭和57年）1月 - 第2書庫建築工事着工[2]。
- 1983年（昭和58年）12月 - 第2書庫竣工[2]。
- 1992年（平成4年）
  - 4月 - 名寄・八雲・標茶の各分館を廃止[4]
  - 4月 - 土曜・日曜の全日開館を開始[4]。
- 1996年（平成8年）4月 - 情報システム館内稼働 ネットワークテスト開始
- 1997年（平成9年）9月 - 館内情報システムネットワーク本格稼働開始[4]
- 1999年（平成11年）
  - 8月 - 直接貸出し開始[4]
  - 11月 - 祝日開館試行開始[4]
- 2000年（平成12年）3月 - 特許公報類の交付終了[4]
- 2003年（平成15年）6月 - 夜間開館試行開始[4]
- 2005年（平成17年）[4]
  - 1月 - 図書館横断検索システム開始[4]
  - 6月 - 「インターネット予約貸出サービス」を試行開始[4]
  - 9月 - 第2書庫3層を開架書庫として開放[4]
- 2006年（平成18年）
  - 3月 - 移動図書館巡回および移動図書館地区協力センター方式を終了[4]
  - 4月 - 祝日開館本開始[4]。
  - 4月 - インターネット予約貸出サービスを本開始[4]
- 2010年（平成22年）1月 - 北方資料デジタルライブラリー開設
- 2012年（平成24年）6月 - 夜間開館を本開始[4]
- 2015年（平成27年）[8]
  - 3月9日 - 図書館情報システム更新、北方資料デジタルライブラリーの拡充等を実施。
  - 4月1日 - 個人直接貸し出し数を5冊から10冊に正式拡大。
- 2016年（平成28年） - 児童書コーナー拡充・文庫コーナー開設など開架スペースの拡大を実施[9]
- 2017年（平成29年）10月18日 - 天井材の破損により同日から臨時休館[10]
- 2018年（平成30年）[10]
  - 6月26日 - 仮設庁舎着工。
  - 8月31日 - 仮設庁舎工事完成。
  - 9月7日 - 隣接地に北海道立文書館新庁舎が起工。
  - 9月10日 - 仮設庁舎へ移転、事前予約制での閲覧・貸出を行う臨時受取窓口を設置。
  - 9月15日 - 本館アスベスト除去工事着手。
- 2019年（平成31年/令和元年）[10]
  - 2月15日 - アスベスト除去工事完了。
  - 2月18日 - 本館への再移転開始。
  - 2月21日 - 本館北方資料室に臨時受取窓口カウンターを設置。
  - 4月2日 - 通常開館再開。
  - 11月 - 北海道立文書館新庁舎が竣工[11]。
- 2020年（令和2年）
  - 2月4日 - 北海道立文書館への移設に伴い図書館本館の北方資料室を閉鎖、一般資料室で北方資料サービスを提供。
  - 2月27日 - 北海道立文書館が北海道庁旧本庁舎から敷地内の新庁舎に移転[12][13][14]。
  - 5月26日 - 北海道立文書館に北方資料室を移設。当初は4月18日に一般開館を予定していたが、2019新型コロナウイルスに伴い延期された[15]。また本館旧北方資料室部分は自習やギャラリー利用を目的とした「多目的室」に変更[16]。
- 2024年（令和6年）
  - 5月14日 - 11月30日 - 長寿命化工事に伴い本館・第2書庫棟を閉鎖、道立文書館棟での予約貸出や北方資料閲覧のみに縮小[17]。